# Huracán FC
Huracán FC is een Uruguayaanse voetbalclub uit de hoofdstad Montevideo, meer bepaald uit de wijk Paso de la Arena.